# Блейк, Эндрю
Эндрю Блейк (англ. Andrew Blake) (настоящее имя Пол Невитт (англ. Paul Nevitt)) (род. в 1947) — американский режиссёр, продюсер, сценарист, монтажёр и художник порнографических фильмов. Сам режиссёр характеризует своё творчество, как «эротическая мода» (англ. erotic fashion) и в своих фильмах использует образы с элементами фетишизма, садомазохизма и лесбийской любви, зачастую полностью исключая гетеросексуальное сношение. Ранние работы Блейка в основном носили оттенок завуалированной порнографии, чувственность которых определили его манеру и стиль.

## Карьера
Первой значительной работой Блейка стал фильм «Ночные прогулки» (англ. Night Trips) (1989), который был награждён Серебряной медалью в категории «Любительские фильмы» на Международном кинофестивале в Хьюстоне (Техас). Эндрю Блейк стал первым режиссёром «взрослого жанра» ставшим победителем на «мейнстримовом» кинофестивале.
Фильмы Эндрю Блейка отличаются высокохудожественным стилем и скрупулёзной техникой. Его стиль сравним со стилем модного фотографа Хельмута Ньютона и описывается, как «декадентский, сексапильный, пышный, возбуждающий, денежный и изощрённый». Имя Блейка стоит в одном ряду с такими столпами порнобизнеса, как Вив Томас, Майкл Нинн и Марк Дорсель.
Фильмы Блейка могут быть описаны как «щедро спродюсированные и любовно смонтированные». Писательница порноисторий Вайолет Блю сказала о творчестве Блейка следующее: «Это совершенно непохожий ни на что жанр достоверного эротического фильма, откровенного с самого первого кадра — стопроцентная высокая мода, фантастический глянец, роскошный от сосков до пальцев ног. Чертовски стильный!»
Эндрю Блейк начал свою карьеру, делая фильмы для «Playboy», и только в начале 1990-х перешёл к производству собственных картин, большинство из которых сняты на его независимой кинокомпании Studio A. Эндрю Блейк занесён в Галерею славы журнала AVN. Как правило музыка к его фильмам написана композитором Раулем Вальве.

## Фильмография
- 1988 — Playboy Видео Playmate Calendar 1989 (документальный) (эпизод, как Пол Невитт) — режиссёр, оператор
- 1989 — Playboy: Sexy Lingerie (документальный) (эпизод, как Пол Невитт) — режиссёр
- 1989 — Playboy: Wet & Wild (документальный) (как Пол Невитт) — продюсер, режиссёр
- 1989 — Ночные прогулки / Night Trips (видео) — сценарист, режиссёр, оператор, монтажёр
- 1990 — Playboy Видео Playmate Calendar 1991 (документальный) (как Пол Невитт) — режиссёр, оператор
- 1990 — Playboy: Sexy Lingerie II (документальный) (как Пол Невитт) — режиссёр, оператор
- 1990 — Дом грёз / House of Dreams (видео) — сценарист, художник, режиссёр, оператор, монтажёр
- 1990 — Ночные прогулки 2 / Night Trips II (видео) — режиссёр
- 1990 — Секреты / Secrets (видео) — сценарист, художник, режиссёр, оператор, монтажёр
- 1991 — Penthouse Pet of the Year Play-Off 1991 (видео) — продюсер, режиссёр, оператор
- 1991 — Playboy: Sexy Lingerie III (документальный) (как Пол Невитт) — режиссёр, оператор, монтажёр
- 1991 — Желание / Desire (видео) — режиссёр
- 1992 — Hot Pin-Ups Live (видео) (как Пол Невитт) — режиссёр
- 1992 — Penthouse: Атлас и кружева / Penthouse Satin & Lace (документальный) (как Пол Невитт) — режиссёр
- 1992 — Playboy: The Best of Sexy Lingerie (документальный) (как Пол Невитт) — режиссёр, монтажёр
- 1992 — Девушки / Girls (видео) — режиссёр
- 1992 — Поиграй со мной / Play with Me (видео) (как Пол Невитт) — режиссёр
- 1992 — Скрытое наваждение / Hidden Obsessions — сценарист, продюсер, художник, режиссёр, оператор, монтажёр
- 1993 — Les femmes érotiques (видео) — режиссёр
- 1993 — Penthouse: Атлас и кружева 2 / Penthouse Satin & Lace II: Hollywood Undercover (видео) (как Пол Невитт) — режиссёр
- 1993 — Девушки Penthouse 2 / Girls of Penthouse 2 (короткометражный) (как Пол Невитт) — режиссёр
- 1993 — Лучшее от Эндрю Блейка Best of Andrew Blake (видео) — режиссёр
- 1993 — Чувственная экспозиция / Sensual Exposure (видео) — режиссёр
- 1994 — Фантастические женщины / Fantasy Women (видео) — режиссёр
- 1994 — Частная собственность / Private Property (короткометражный) — продюсер, художник, режиссёр, оператор
- 1995 — Penthouse Pet of the Year Play-Off 1995 (видео) (как Пол Невитт) — продюсер, режиссёр, оператор
- 1995 — Playboy: The Best of Pamela Anderson (документальный) (эпизод «Sexy Lingerie III», как Пол Невитт) — режиссёр, оператор
- 1995 — Запечатлённая красота / Captured Beauty (видео) — режиссёр
- 1995 — Секс и деньги / Sex and Money — режиссёр
- 1996 — Горячий разговор в Майами / Miami Hot Talk (видео) — режиссёр
- 1996 — Распущенные / Unleashed (видео) — режиссёр
- 1997 — Penthouse Венера / Venus Descending — сценарист, продюсер, режиссёр, оператор
- 1997 — Обладание / Possessions — режиссёр
- 1997 — Тёмный ангел / Dark Angel (видео) — продюсер, режиссёр, оператор
- 1997 — Шик Парижа / Paris Chic — режиссёр
- 1998 — Высокие каблуки / High Heels (видео) — режиссёр
- 1998 — Необузданные / Wild (видео) — режиссёр
- 1998 — Промокшие / Wet (видео) — режиссёр
- 1998 — Сумасшедшие / Delirious — режиссёр
- 1999 — Девушки с плаката / Pin-Ups (видео) — режиссёр
- 1999 — Девушки с плаката 2 / Pin-Ups 2 (видео) — режиссёр
- 1999 — Игрушки / Playthings — режиссёр
- 1999 — Пробуждение / Aroused (видео) — продюсер, художник, режиссёр, оператор, монтажёр
- 2000 — 2000. Часть 1. / 2000 Part One (видео) — режиссёр
- 2000 — 2000. Часть 2. / 2000 Part Two (видео) — режиссёр
- 2000 — Декаданс / Decadence (видео) — продюсер, художник, режиссёр, оператор, монтажёр
- 2000 — Секреты Парижа / Secret Paris — продюсер, режиссёр, оператор
- 2000 — Эми и Жюли / Amy and Julie (видео) — режиссёр
- 2001 — Ария / Aria — продюсер, режиссёр, оператор
- 2001 — Блондинки и брюнетки / Blond & Brunettes — продюсер, художник, режиссёр, оператор
- 2001 — Эксгибиционистки / Exhibitionists (видео) — продюсер, режиссёр, оператор, монтажёр
- 2002 — Вилла / The Villa (видео) — продюсер, художник, режиссёр, оператор
- 2002 — Жюстин / Justine (видео) — режиссёр, оператор
- 2002 — Подруги / Girlfriends (видео) — продюсер, режиссёр, оператор
- 2003 — Адриана / Adriana (видео) — режиссёр, оператор, монтажёр
- 2003 — Граница резкости / Hard Edge (видео) — режиссёр
- 2003 — Кукольный домик / Dollhouse (видео) — режиссёр
- 2004 — Крупные планы / Close-Ups (видео) — режиссёр
- 2004 — Обнажённая примадонна / Naked Diva (видео) — режиссёр
- 2004 — Флирт / Flirts 1 (видео) — режиссёр
- 2005 — Соблазнительницы / Teasers (видео) — режиссёр
- 2005 — Соблазнительницы 2 / Teasers II (видео) — режиссёр
- 2005 — Язык тела / Body Language (видео) — режиссёр
- 2006 — Валентина / Valentina (видео) — режиссёр
- 2008 — Платные компаньонки / Paid Companions (видео) — режиссёр
- 2010 — Сексуальные куколки / Sex Dolls (видео) — режиссёр

## Награды
- 1999 — AVN Award «Лучший фильм, состоящий только из порно-сцен» («Высокие каблуки»)
- 2000 — AVN Award «Лучший фильм, состоящий только из порно-сцен» («Игрушки»)
- 2002 — AVN Award «Лучшая художественная постановка — фильм» («Блондинки и брюнетки»)
- 2002 — AVN Award «Лучшая съёмка» («Блондинки и брюнетки»)
- 2002 — Venus Award «Лучший режиссёр США»
- 2004 — AVN Award «Лучший фильм, состоящий только из порно-сцен» («Граница резкости»)
- 2004 — AVN Award «Лучшая художественная постановка — фильм» («Граница резкости»)
- 2004 — AVN Award «Лучшая съёмка» («Граница резкости»)
- 2004 — AVN Award «Лучший монтаж — фильм» («Граница резкости»)
- 2005 — AVN Award «Лучшая съёмка» («Флирт»)
- 2008 — AVN Award «Лучший монтаж» («X»)
- 2009 — AVN Award «Лучшая съёмка» («Платные компаньонки»)[5]
- 2010 — XBIZ Award «Excellence in Progressive Erotica»[6]
- 2011 — XBIZ Award «Лучший монтаж» (Voyeur Within)[7]
- 2013 — AVN Award «Best Photography Website» (AndrewBlake.com)[8]
- 2014 — AVN Award «Best Glamour Website» (AndrewBlake.com)[9]